# Gotthard August von Löwis of Menar

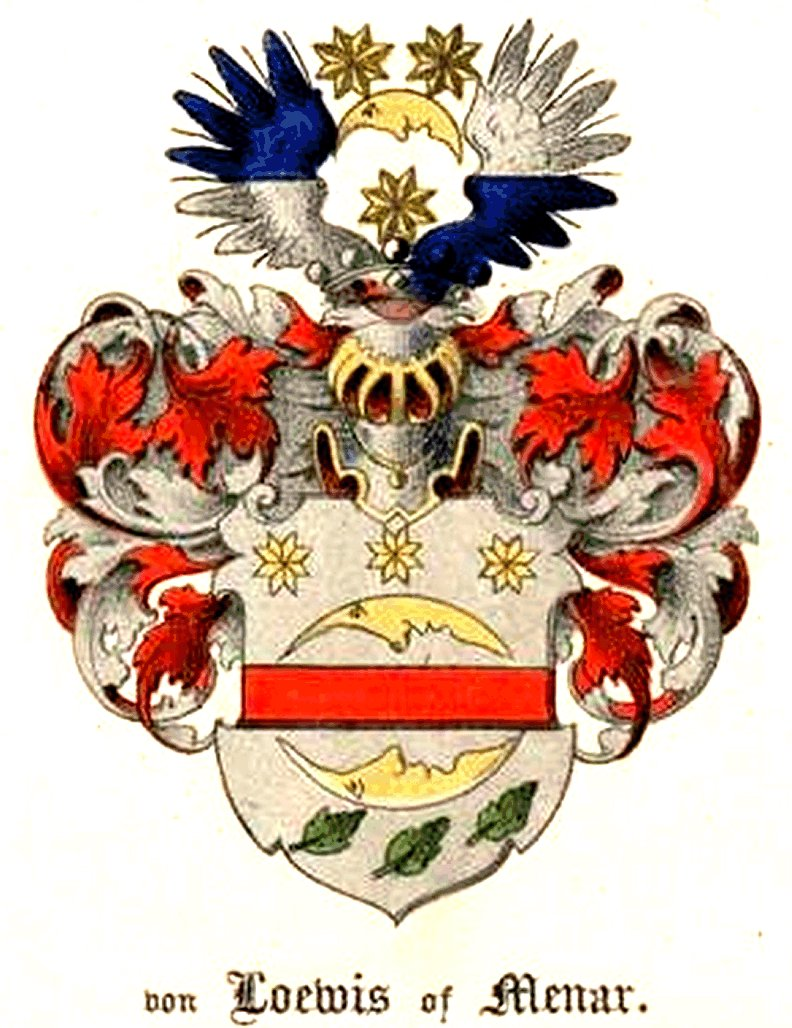
Familienwappen derer von Löwis of Menar

Gotthard August von Löwis of Menar (* 1. Juli 1801 in Riga; † 22. Juli 1849 in Bergshof (Bolderaa) (Livland)), Herr auf Bergshof und Jürgensburg, war ein baltischer Adelsritter mit schottischer Abstammung, aus dem Adelsgeschlechts Löwis of Menar. Er war Kreistagsabgeordneter und Präsident des Livländischen Gerichtshofs.

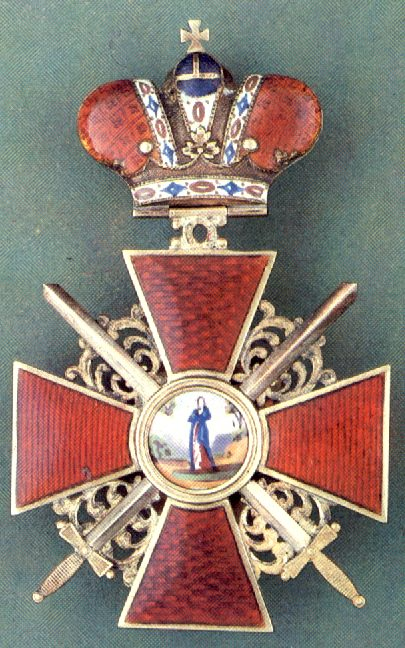
Russischer Orden der Heiligen Anna (2. Klasse)

## Leben
Gotthard August von Löwis of Menar war der Erstgeborene des Friedrich von Löwis of Menar (1767–1824) und dessen Ehefrau Johanna Wilhelmine, eine geborene Freiin von Posse (1779–1831). Mit militärischer Strenge erzogen und immer mit der Familie an den Kriegsorten seines Vaters (zum Beispiel in Ostgalizien, Jarosław und Danzig) sollte auch er zum Offizier erzogen und ausgebildet werden. Er besuchte von 1817 bis 1818 das Gymnasium und begann dann mit dem Studium der Rechtswissenschaften an der Kaiserlichen Universität Dorpat. Von 1824 bis 1828 war er Assessor am Landgericht in Dorpat und von 1828 bis 1831 am Livländischen Hofgericht in Riga. Am Hofgericht war er von 1835 bis 1847 Vizepräsident und von 1847 bis 1849 Präsident. Von 1833 bis 1849 war er Deputierter des Kreistages und Ehrenkurator des Rigaschen Gouvernements Gymnasiums. Im Jahre 1839 übernahm er den Pfandbesitz von Schloss Jürgensburg in Livland. Während seiner Zeit als Deputierter des Kreistages setzt sich G.A. für die gutsherrlichen Rechte und die Bauernverordnung (von 1819) ein. 1833 war er Mitstifter und in den Jahren 1834–1837 und noch einmal 1839–1842, bis zu seinem Austritt, Mitdirektor der Gesellschaft für Geschichte und Altertumskunde zu Riga (GGuA). Für seine mehrjährige Tätigkeit in Sankt Petersburg wurde er 1839 mit der 2. Klasse des St. Annenordens ausgezeichnet. Während der Choleraepidemie unterstützte er 1848 die in den Sankt Petersburger Vorstädten lebenden Witwen und Waisen.

## Familie und Nachkommen
1837 heiratete er Anna Karoline Juliane Wöhrmann (1817–1885), die Tochter eines Kaufmanns aus Riga. Ihre Kinder waren:
- Friedrich Wilhelm Moritz (1842–1900)
- Anna Amalie (1843–1871), verheiratet mit Alexander Franz Viktor von Zoeckell (1830–1887)
- Friedrich Eduard (1847–1902), russischer Oberst, verheiratet mit Lydia von Meck (1855–1903)
- Reinhold Arthur (1848–1879), russischer Leutnant und Beamter im Finanzministerium